# Cryptus ruralis
Cryptus ruralis là một loài tò vò trong họ Ichneumonidae.